# Большунов Олександр Олександрович
Олександр Олександрович Большунов (рос. Александр Александрович Большунов) — російський лижник, триразовий олімпійський чемпіон та медаліст, чемпіон світу та призер чемпіонатів світу
На Пхьончханській олімпіаді 2018 року Большунов здобув чотири олімпійські нагороди: срібну медаль в командному спринті, срібну медаль в естафеті 4х10 км, срібну медаль в королівській гонці на 50 км класичним стилем та бронзову медаль в індивідуальному спринті.
На чемпіонаті світу 2019 року в австрійському Зефельді Большунов здобув чотири срібні медалі: в скіатлоні, командному спринті, гонці на 50 км вільним стилем та естафеті. Чемпіоном світу Большунов став на світовій першості 2021 року в скіатлоні. На тому ж чемпіонаті він здобув також дві срібні медалі (в класичній гонці на 50 км та естафеті) й бронзову медаль у командному спринті.
У 2020 та 2021 роках Большунов  двічі поспіль вигравав Тур де Скі, а також загальний залік Кубка світу.

## Олімпійські ігри
- 9 медалей – (3 золотих, 4 срібних, 2 бронзові)

| Рік  | Місто                     | Вік | 15 км  | Скіатлон | 30 км  | Спринт | Естафета | Командний спринт |
| ---- | ------------------------- | --- | ------ | -------- | ------ | ------ | -------- | ---------------- |
| 2018 | Пхьончхан, Південна Корея | 21  | —      | —        | Срібло | Бронза | Срібло   | Срібло           |
| 2022 | Пекін, Китай              | 25  | Срібло | Золото   | Золото | —      | Золото   | Бронза           |

## Зовнішні посилання
- Досьє на сайті FIS [Архівовано 18 лютого 2018 у Wayback Machine.]

## Виноски
1. ↑  Men's team sprint results (PDF). Архів оригіналу (PDF) за 5 лютого 2022. Процитовано 14 квітня 2018.
2. ↑  Men's 4 × 10 kilometre relay results (PDF). Архів оригіналу (PDF) за 28 червня 2021. Процитовано 14 квітня 2018.
3. ↑  Men's 50 kilometre classical results (PDF). Архів оригіналу (PDF) за 6 лютого 2022. Процитовано 14 квітня 2018.
4. ↑  Men's sprint results (PDF). Архів оригіналу (PDF) за 15 лютого 2018. Процитовано 14 квітня 2018.